# Kontra Ágnes
Kontra Ágnes (Heves, 1977. –) magyar festőművész.

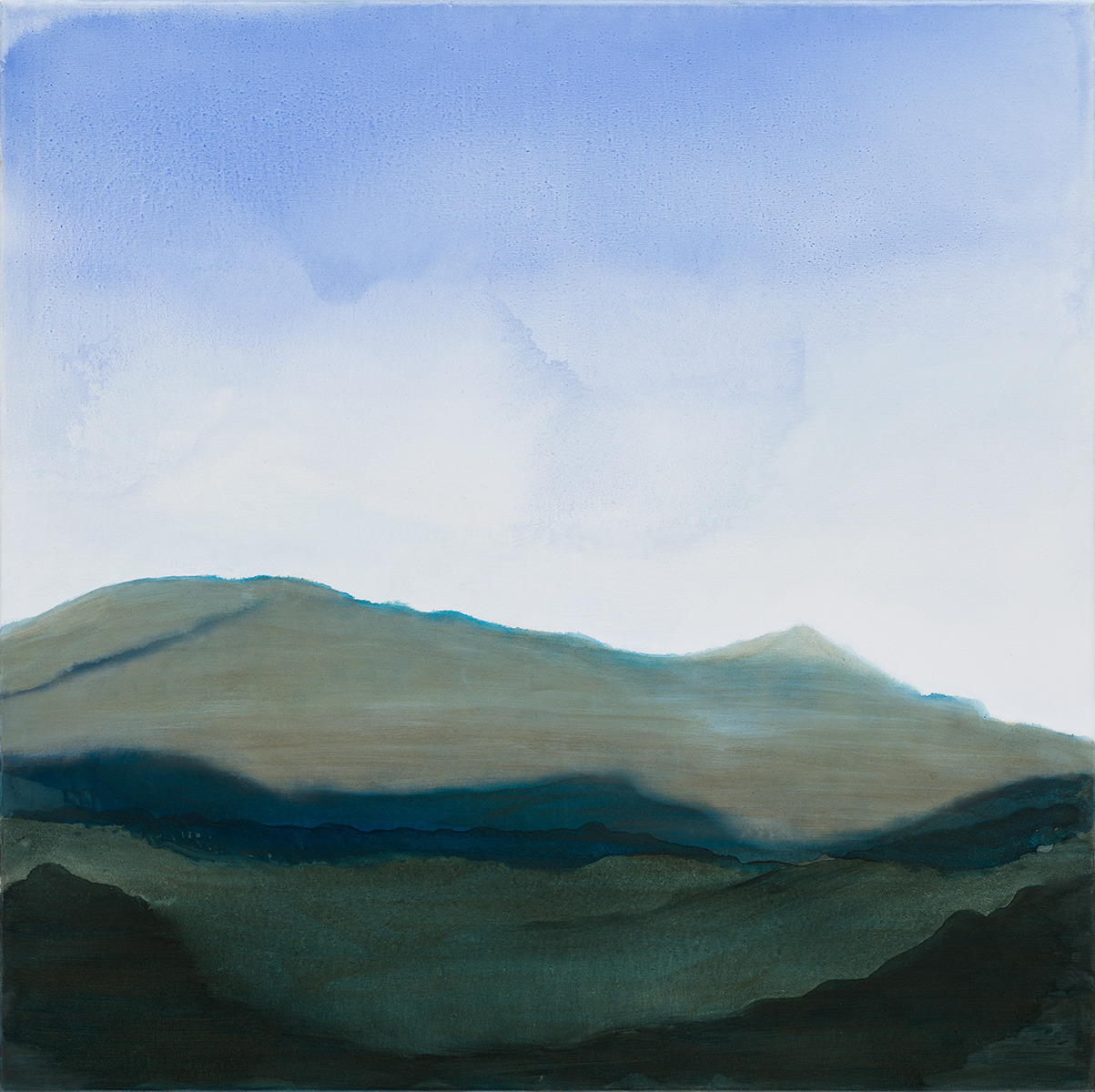
Himalája térképek I.

## Életpályája
A Magyar Képzőművészeti Egyetemen 1997-től 2002-ig elvégezte a festőművész, művészettörténet és művészeti rajztanári szakot. Mesterei Szabados Árpád és Gaál József voltak.
2001–2002 között Münchenben tanul a Képzőművészeti Akadémián. Mesterei: Jürgen Reipka, Günther Förg, Joseph Kosuth, Emő Simonyi. 
2002-től tagja a Magyar Alkotóművészek Országos Egyesületének.
Kontra Ágnes hisz a színek erejében, és képes a színek erőtereit létrehozni vásznaiban. Vásznai szemmel nem látható mentális terek színkompozíciói. Az eseménytelennek tűnő térből indul ki, amiben a lassan feltáruló változások, átalakulások egy életteli mozgást, illetve rezgést hoznak létre. 
A képépítési munkájának egyik kulcsa a színek egymásra rétegződése, akár harminc-negyven rétegben is. A maximális fókusz, amivel a kép készül, az időtlenségbe átcsúszó idő, amit a vászon előtt a kép alakításával tölt, adja azt az energia többletet, ami átsugárzik a kép nézőjére. Minimális mozgásokat rögzít, amik mint a légzés, gyógyítóan hatnak a nézőre.
Jelenleg Budapesten él és dolgozik.

## Kiállításai (válogatás)
- 2025 – Layering Chateau de la Gardiole, Coaraze, France[1]
- 2025 – Hotel Spirit – Pintér Aukciós ház, Sárvár
- 2025 – Layering Galerie Floss & Schultz Cologne[2]
- 2025 – The Power of Alchemy, Alfa Gallery Miami, Florida[3][4]
- 2025 – Valamennyi szín (Sum of Colours), 37Galéria Budapest[5]
- 2025 – Sehsaal, Bécs[6]
- 2024 – Art Basel, Alfa Gallery, Basel[7]
- 2024 – Ének a határtalanról, Régi Művésztelep Galéria, Szentendre [8]
- 2024 – Miniképek, Vízivárosi galéria, Budapest[9]
- 2024 – Rétegződés, 37Galéria, Budapest[10]
- 2023 – 4-7-8 és más légzőgyakorlatok, 37Galéria, Budapest[11]
- 2023 – Budapest Contemporary, Bálna Budapest, 37Galéria[12]
- 2023 – ViszontLátás – Kortárs ön/arcképek, Új Műhely Galéria, Szentendre [13]
- 2022 – Nyitott szivem és más tartozékok, 37Galéria, Budapest[14]
- 2021 – Női reflexiók a térre, B32 Galéria, Budapest
- 2020 – ÜVEG_TÉR_KÉP, Régi Művésztelep Galéria, Szentendre [15]
- 2019 – Kijelölt tér/Appointed Space, B32 Galéria, Budapest[16][17]
- 2019 – Ausgewählte Werke, Német Nagykövetség, Budapest[18]
- 2019 – XV. Balaton Tárlat, Balatonalmádi
- 2019 – Ziggy Artfair, Pintér Aukciósház, Budapest
- 2018 – Német Nagykövetség, Budapest
- 2018 – For the Present / Jelenért, Fészek Galéria, Budapest
- 2017 - Vértes Agorája Kortárs Galéria, Tatabánya
- 2017 - The ArtBoxProject ArtBasel, Saachi Galéria, Basel
- 2017 - Fényszigetek, Patrícius Borház kiállítóterme, Tokaj
- 2016 - Szikaba Horuko, Pannónia Kulturális Központ, Balatonalmádi
- 2016 - XVI. Táblaképfestészeti Biennálé REÖK, Szeged[19]
- 2016 - A Kilátások, Fészek Galéria Herman-terem, Budapest
- 2015 - Élő magyar Festészet 2015, Bálna, Budapest
- 2015 - XII. Balatoni Tárlat, Országos Festészeti Biennálé, Balatonalmádi[20]
- 2015 - Átlátások, Dubniczay Palota, Művészetek Háza, Veszprém[21]
- 2015 - Convey-Közös utak, HE-ART Műterem, Budapest
- 2015 - Convey, XL Space Gallery, New York
- 2014 - Kitakart képek, B55 Galéria, Budapest[22]

## Művek közgyűjteményben
- Gyergyószárhegy, Lázár Kastély
- Budapest, TÜV Rheinland Magyarországi Csoport
- Siófok, Töreki Képzőművészeti Gyűjtemény
- Passau, Kunstforum
- Ceer Council of European Energy Regulators Brüsszel Belgium

## Külső hivatkozások
- Kontra Ágnes hivatalos honlapja
- Art Portal Archiválva 2015. január 24-i dátummal a Wayback Machine-ben
- Műtárgykereskedés szakértelemmel[halott link]